# Lubomia (gmina)
Lubomia – gmina wiejska w Polsce położona w województwie śląskim, w powiecie wodzisławskim. W latach 1975–1998 gmina administracyjnie należała do województwa katowickiego.
Siedziba gminy to Lubomia.
Według danych z 31 grudnia 2015 gminę zamieszkiwały 7932 osoby. Natomiast według danych z 31 grudnia 2017 roku gminę zamieszkiwało 7900 osób.
Według danych z 31 grudnia 2019 roku gminę zamieszkiwało 7912 osób.

## Struktura powierzchni
Według danych z roku 2002 gmina Lubomia ma obszar 41,83 km², w tym:
- użytki rolne: 59%
- użytki leśne: 13%

Gmina stanowi 14,58% powierzchni powiatu.

## Demografia
Dane z 30 czerwca 2004:
| Opis                              | Ogółem | Ogółem | Kobiety | Kobiety | Mężczyźni | Mężczyźni |
| --------------------------------- | ------ | ------ | ------- | ------- | --------- | --------- |
| jednostka                         | osób   | %      | osób    | %       | osób      | %         |
| populacja                         | 8014   | 100    | 4102    | 51,2    | 3912      | 48,8      |
| gęstość zaludnienia (mieszk./km²) | 191,6  | 191,6  | 98,1    | 98,1    | 93,5      | 93,5      |

Znane osoby w Lubomi
W Lubomi urodzili się:
- Mariusz Pawełek – bramkarz, obecnie zawodnik krakowskiej Wisły,
- Franciszek Smuda – trener piłkarski, były Selekcjoner reprezentacji Polski w piłce nożnej

Honorowi obywatele gminy Lubomia
- Jan Ballarin – śpiewak operowy i pedagog[6]

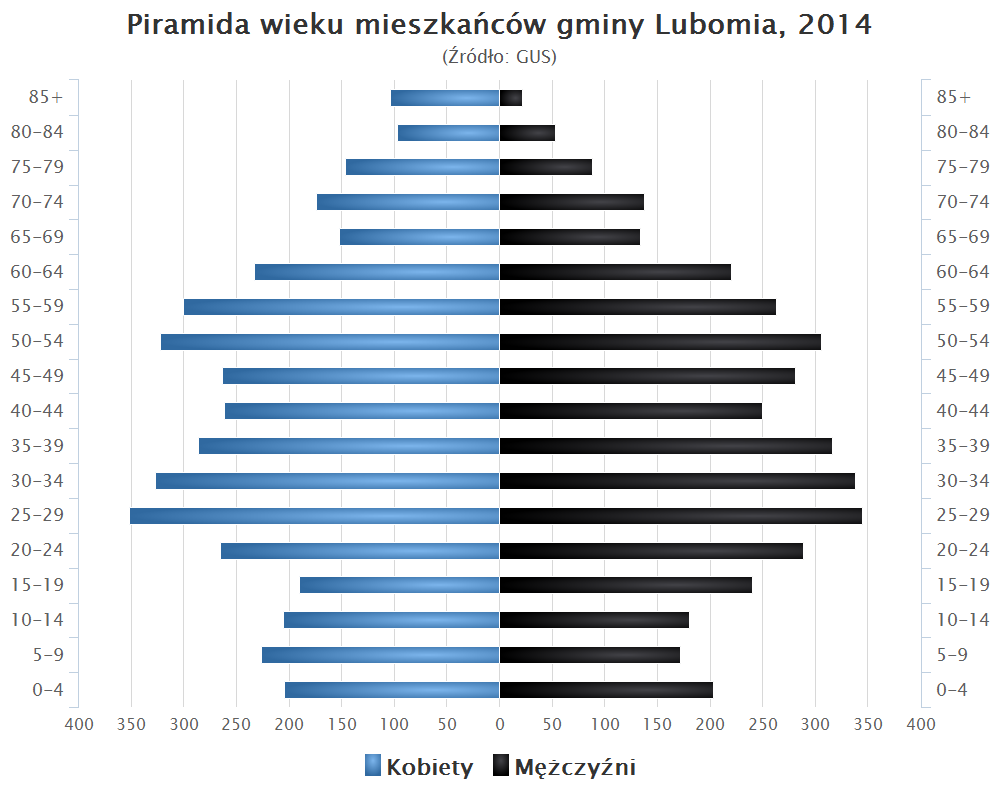
Piramida wieku mieszkańców gminy Lubomia w 2014 roku

.

## Transport

### Drogi
Przez gminę przechodzą drogi wojewódzkie:
- 936 Wodzisław Śląski - Syrynia  - Buków - Krzyżanowiec (DK45) - granica państwowa

Na terenie gminy biegną drogi powiatowe:
| Numer drogi | Przebieg                             | Długość drogi w (m) |
| ----------- | ------------------------------------ | ------------------- |
| 3512S       | Racibórz - Lubomia - Syrynia - Rogów | 7 409               |
| 3544S       | Lubomia                              | 5 683               |
| 3545S       | Pogrzebień - Lubomia                 | 2 692               |
| 5036S       | Pszów - Syrynia                      | 2 300               |
| 5048S       | Buków                                | 1 820               |
| 5053S       | Syrynia                              | 2 198               |
| 5054S       | Grabówka                             | 1 902               |
|             |                                      | 24 004              |

### Kolej
Przez gminę przebiegają linie kolejowe z zawieszonym ruchem kolejowym:
- 176 Syrynia - Pszów
- 192 Racibórz Markowice - Olza

Gmina posiada następujące, nieużywane stacje kolejowe: Buków, Lubomia, Syrynia.

## Sołectwa gminy Lubomia
- Lubomia
- Syrynia
- Buków
- Ligota Tworkowska
- Nieboczowy
- Grabówka

## Miejscowości bez statusu sołectwa w gminie Lubomia
- Światłowiec
- Wielikąt
- Nieboczowy (uroczysko)

## Sąsiednie gminy
Gorzyce, Kornowac, Krzyżanowice, Pszów, Racibórz, Wodzisław Śląski

## Miasta partnerskie
- Sucha Górna  Czechy